# بيرفينازين
بيرفينازين (بالإنجليزية: Perphenazine)‏ هو دواء يُستعمل في علاج:
- متلازمة راي[8]
- متلازمة توريت[8]
- داء هنتنغتون[8]
- خرف[8]
- تقيؤ[8]
- فصام[8]
- اضطراب القلق (منذ 10 نوفمبر 1988)[9]
- فصام (منذ 12 أغسطس 1988)[9]

## دوره
يلعب هذا الدواء دورًا في علاج الأمراض كونه:
- حاصرًا لمستقبلات الألفا
- مناهضًا للدوبامين
- مضادًا للذهان